# Take That
Take That é uma boyband britânica de música pop formada na cidade de Manchester, em 1990. O grupo é atualmente formado por Gary Barlow, Mark Owen e Howard Donald. A formação original também contou com Jason Orange, que partiu da banda em 2014 e Robbie Williams. Criado em Manchester em 1990, o grupo alcançou maior sucesso vendendo mais de 50 milhões de cópias em apenas cinco anos de existência entre 1991 e 1996 sozinhos antes de se separarem. Até hoje o Take That já vendeu mais de 100 milhões de cópias no mundo inteiro.
Take That dominou as paradas do Reino Unido na primeira metade da década de 1990, ganhando múltiplos prêmios BRIT ao mesmo tempo, gerando dois dos álbuns mais vendidos da década com Everything Changes (que foi nomeado para o 1994 Mercury Prize) e seu álbum Greatest Hits. Williams deixou a banda em 1995, enquanto os quatro restantes membros completaram sua turnê mundial e lançou um último single antes de se separarem em 1996.
No entanto, depois de filmar um documentário de 2005 e lançar um álbum de greatest hits novo, o quarteto Take That anunciou oficialmente uma turnê em 2006 em todo o Reino Unido, intitulada The Ultimate Tour. Em 9 de Maio de 2006, foi anunciado que o grupo estava pronto para gravar novo material juntos mais uma vez, seu quarto álbum, Beautiful World, foi lançado em 2006 e foi seguido por The Circus, em 2008. O grupo alcançou o sucesso como um quarteto, marcando uma sequência de hits em todo o Reino Unido e Europa, tendo o número de discos vendidos para mais de 40 milhões no mundo inteiro.
Williams voltou ao Take That em 2010 para o sexto álbum de estúdio da banda, Progress. Foi lançado em 15 de novembro daquele ano e se tornou o álbum mais rapidamente vendido do século XXI até o momento, o álbum mais vendido segundo mais rápido na história britânica, ao mesmo tempo, tornando-o o primeiro álbum de material novo como quinteto desde o seu álbum de 1995, Nobody Else. Desde 2011, Take That estabeleceram o novo recorde para a turnê de venda mais rápida de todos os tempos no Reino Unido, batendo o recorde anterior estabelecido por sua turnê The Circus Live em 2009, ganhou como melhor grupo britânico, e se tornaram a maior venda de artista do site Amazon de todos os tempos.

## Biografia

### Take That & Party(1989-1993)

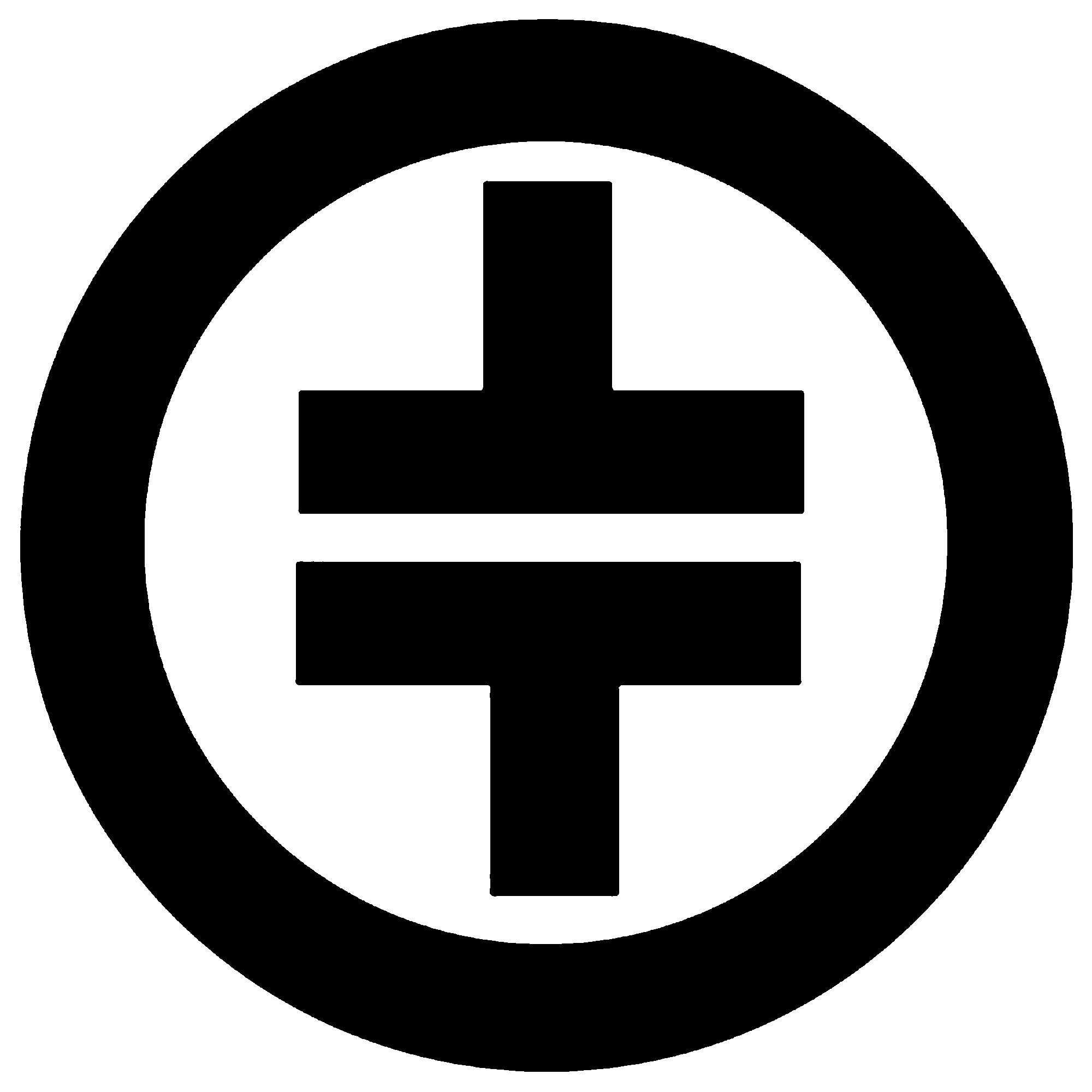
Logotipo do grupo.

Em 1989, Nigel Martin-Smith procurou criar um grupo vocal masculino. A visão de Martin-Smith, no entanto, era um grupo voltado para os adolescentes que teria como objetivo em mais de um segmento demográfico da indústria da música. Martin-Smith foi introduzido ao jovem cantor e compositor Gary Barlow e ficou tão impressionado com o catálogo de material escrito de Barlow, que ele decidiu construir o novo visual da boy band em torno das habilidades musicais de Barlow. Uma campanha para a audição de rapazes com habilidades na dança e canto se seguiu e teve audições em Manchester e outras cidades vizinhas, em 1990. Com 22 anos, Howard Donald foi um dos mais velhos para a audição, mas ele foi escolhido depois que ele ficou tempo fora do trabalho como pintor de veículo para continuar o processo. Quando lhe pediram para recrutar outros possíveis candidatos, Donald recomendou o amigo dançarino de rua Jason Orange, que tinha aparecido como dançarino em The Hitman and Her. Mark Owen e Robbie Williams se conheceram no dia da audição e entrevista. Barlow anunciou nos últimos anos que o nome original de Martin-Smith para a banda foi Kick It, no entanto os membros da banda não gostaram e, em vez decidiu mudar-lo para Take That. Gary Barlow declarou mais tarde que o nome de Take That foi "o pior de um grupo ruim".
A primeira aparição de Take That na TV foi em The Hitman & Her, em 1990, onde eles fizeram performances de duas canções escritas por Barlow, "Love" e "My Kind of Girl". Depois apareceram uma segunda vez para fazer a performance de "Waiting Around", que viria a ser o lado B do primeiro single, "Do What U Like". "Promises" e "Once You've Tasted Love" também foram lançadas como singles, mas foram sucessos menores no Reino Unido. O Take That trabalhou inicialmente no mesmo território que suas contrapartes americanas, cantando diluída no New Jack R&B, soul urbano e pop. No entanto, o grupo trabalhou seu caminho para a Hi-NRG, ao mesmo tempo, buscando uma direção na balada adulta contemporânea. Como pretendiam invadir a indústria musical, eles fizeram shows em pequenos clubes, escolas e eventos em todo o país construindo uma base de fãs e o grupo viajou constantemente para fazer shows por meses.
O primeiro single foi uma cover da banda americana Tavares "It Only Takes a Minute" de 1975, que chegou ao número 7 no UK Singles Chart. Este sucesso foi seguido pela faixa "I Found Heaven", em seguida, pela primeira balada de Barlow, "A Million Love Songs", que novamente alcançou o número 7. A cover de Barry Manilow, "Could It Be Magic" deu-lhes um dos seus maiores sucessos até hoje, chegando ao número 3 no Reino Unido. Seu primeiro álbum, Take That & Party, foi lançado em 1991, e incluiu todos os singles de sucesso.

### Everything Changese o sucesso (1993-1995)
Em 1993 lançaram Everything Changes, com base no material original de Barlow. Chegou a ser número 1 no Reino Unido e foi número quatro no UK number one singles - os primeiros número um "Pray", "Relight My Fire", "Babe" e a faixa título "Everything Changes". O quinto single "Love Ain't Here Anymore" alcançou o número três nas paradas do Reino Unido. O grupo viu o sucesso internacional com Everything Changes sendo nomeado para o Mercury Prize de 1994 no entanto, não foram sucedidos no mercado norte-americano, onde um exclusivo remix "Love Ain't Here Anymore" (EUA Version) teve pouco sucesso. Em 1994, a banda tornou-se astros de rádio e televisão em toda a Europa e Ásia. Mas não foi até 1995 que a banda faria sua primeira turnê mundial.
Foi entre 1993 e 1995, a banda liderou dezenas de capas de revistas que vão desde Smash Hits à GQ, tornando-se massa comercializada em todos os tipos de apetrechos que vão desde livros de imagens, aos cartazes, adesivos, seus próprios bonecos, jóias, bonés, T-shirt, escovas de dentes e até mesmo tinha sua própria anuários lançados. A banda teve também uma base de fãs adolescentes do sexo feminino grande na época. Durante este tempo, eles se apresentaram em numerosas premiações de música e paradas musicais como o Brit Awards e Top of the Pops, também ganhando o prêmio de Melhor Performance Ao Vivo (Best Live Act) em 1995 no MTV Europe Music Awards, tendo sido reconhecido por suas rotinas de breakdance, melodiosas harmonias, trajes elaborados e adereços extravagantes.
Em 1995, Take That lançou Nobody Else, novamente com base em material próprio de Barlow, que chegou a número 1 no Reino Unido e em toda a Europa, captando novos públicos anualmente, com o Take That também capaz de fazer incursões no público adulto na Grã-Bretanha através de melódica de Barlow, baladas sensíveis. Por quase cinco anos, a popularidade de Take That foi insuperável na Grã-Bretanha. O lançamento de "Sure", seu primeiro single do álbum, alcançou mais um outro número um nas paradas do Reino Unido. Não foi até o seu segundo lançamento desse álbum no entanto, que eles iriam experimentar o que se tornaria seu maior single hit, "Back for Good", que alcançou o número um em 31 países ao redor do mundo e até agora tem sido regravado 89 vezes pelo mundo. Foi também seu primeiro hit americano, onde alcançou o Top 10. A canção foi inicialmente revelada pela primeira vez através de performances ao vivo e, ao Brit Awards 1995, e com base na recepção de que o desempenho, o álbum pré-vendeu mais discos do que o esperado e forçou a gravadora a marcar a data de lançamento dentro de seis semanas. O álbum foi também conhecido pela capa, que era uma paródia da capa do famoso álbum de The Beatles, Sgt. Pepper's Lonely Hearts Club Band.

### Separação eGreatest Hits(1995-1996)
O abuso de drogas fez que Robbie Williams tivesse uma overdose um dia antes da data marcada para o Take That se apresentar no MTV Europe Music Awards em 1994.
Em julho de 1995, Williams foi fotografado pela imprensa festejando com a banda Oasis companheiro no Festival de Glastonbury. Isto levou a banda a oferecer um ultimato; aderir às responsabilidades da banda ou sair antes de sua turnê mundial agendada. Não intimidados com a saída de Williams, Take That continuou a promover Nobody Else como quarteto, fazendo sucesso com a canção "Never Forget" e terminaram a turnê Nobody Else Tour no final de 1995.
Em 13 de fevereiro de 1996, Take That anunciou formalmente que estavam se separando. Isto foi seguido pela compilação Greatest Hits em 1996, que continha uma nova gravação, uma cover de Bee Gees "How Deep Is Your Love". O single tornou-se o que viria a ser o último número um da banda no Reino Unido até a sua volta em 2006, uma década mais tarde. Take That fez seu último show em abril de 1996 em Amesterdão. Após o anúncio da banda, milhões de seus fãs ficaram perturbados ao redor do mundo e só no Reino Unido, adolescentes ameaçaram se suicidar e foram vistos em lágrimas, a ponto de linhas telefônicas terem sido criadas pelo governo inglês para orientá-los. Após a banda se separar, figuras altamente respeitadas da música como Elton John observou que os Take That foram diferentes para outras boy bands antes e depois deles, na medida em que escreveu seu próprio material através de Gary Barlow, membro da boy band que ganhou um prêmio Ivor Novello durante seu tempo em um grupo. Take That também deixou um legado de artistas sendo impecável com um nível muito elevado ética de trabalho, levando-os a ser votado como a maior boy band de todos os tempos

### Never ForgeteThe Ultimate Tour(2005-2006)
Em 14 de novembro de 2005, Never Forget - The Ultimate Collection, uma nova compilação de seus singles de sucesso, incluindo uma nova canção inédita, também alcançou grande sucesso e chegou ao número 2 nas paradas do Reino Unido vendendo mais de 2,1 milhões de cópias só no Reino Unido. A nova canção "Today I've Lost You" (gravado em setembro de 2005) foi originalmente escrito por Gary Barlow como o single sucessor de "Back for Good", mas nunca foi gravado. Em 16 de novembro de 2005, o grupo se juntaram novamente para o documentário da ITV Take That: For the Record, em que foi ao ar as suas opiniões sobre sua fama, o sucesso, a divisão e que a formação pós-Williams até tinha feito desde então. Em 25 de novembro de 2005, houve uma conferência de imprensa oficial da banda anunciando que o quarteto estava indo fazer uma turnê em 2006. A turnê, intitulada de Ultimate Tour, decorreu de abril a junho de 2006. A turnê contou com a aparição especial do cantor de soul Beverley Knight, que substituiu os vocais de Lulu na música "Relight My Fire", embora Lulu fez aparecer durante o estádio mostra em "Relight My Fire" e "Never Forget". The Pussycat Dolls abriu o show de Dublin, e Sugababes abriu o grupo no final nas cinco datas finais.

### Beautiful World(2006-2008)

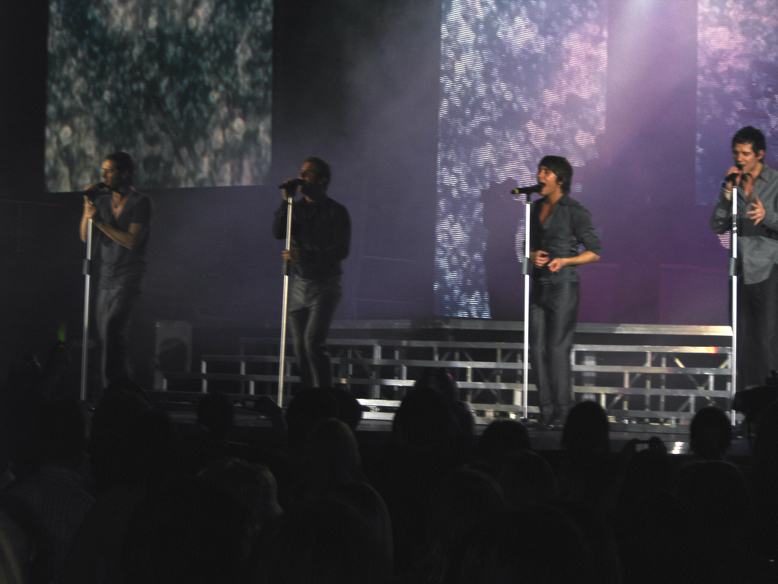
Take That no Newcastle Metro Radio Arena na Inglaterra em Novembro de 2007.

Em 9 de Maio de 2006, o Take That voltou à cena musical depois de mais de 10 anos de ausência, assinando com a gravadora Polydor, em um negócio supostamente no valor de três milhões de euros. O álbum de retorno, Beautiful World, entrou na parada de álbuns do Reino Unido na primeira posição e, a partir de junho de 2009, tinha vendido mais de 2,8 milhões de cópias no Reino Unido. Hoje é o 35º álbum mais vendido na história do Reino Unido.
No álbum Beautiful World, todos os quatro membros da banda tiveram a oportunidade de cantar. Ao contrário dos trabalhos anteriores da banda, onde a maioria de seu material foi escrito por Gary Barlow, que recebeu um crédito único, todos os quatro membros da banda são creditados como co-escritores, independentemente de terem contribuído para o processo de escrita ou não. O single de retorno, "Patience", foi lançado em 20 de Novembro de 2006, com um evento especial de lançamento em 5 de novembro. Em 26 de Novembro, "Patience" foi número 1 no Reino Unido em sua segunda semana na parada tornando se o nono single número 1 e ficou lá durante quatro semanas. Take That também cantou com Leona Lewis em uma versão ao vivo de "A Million Love Songs" no final do The X-Factor, em 16 de dezembro de 2006.

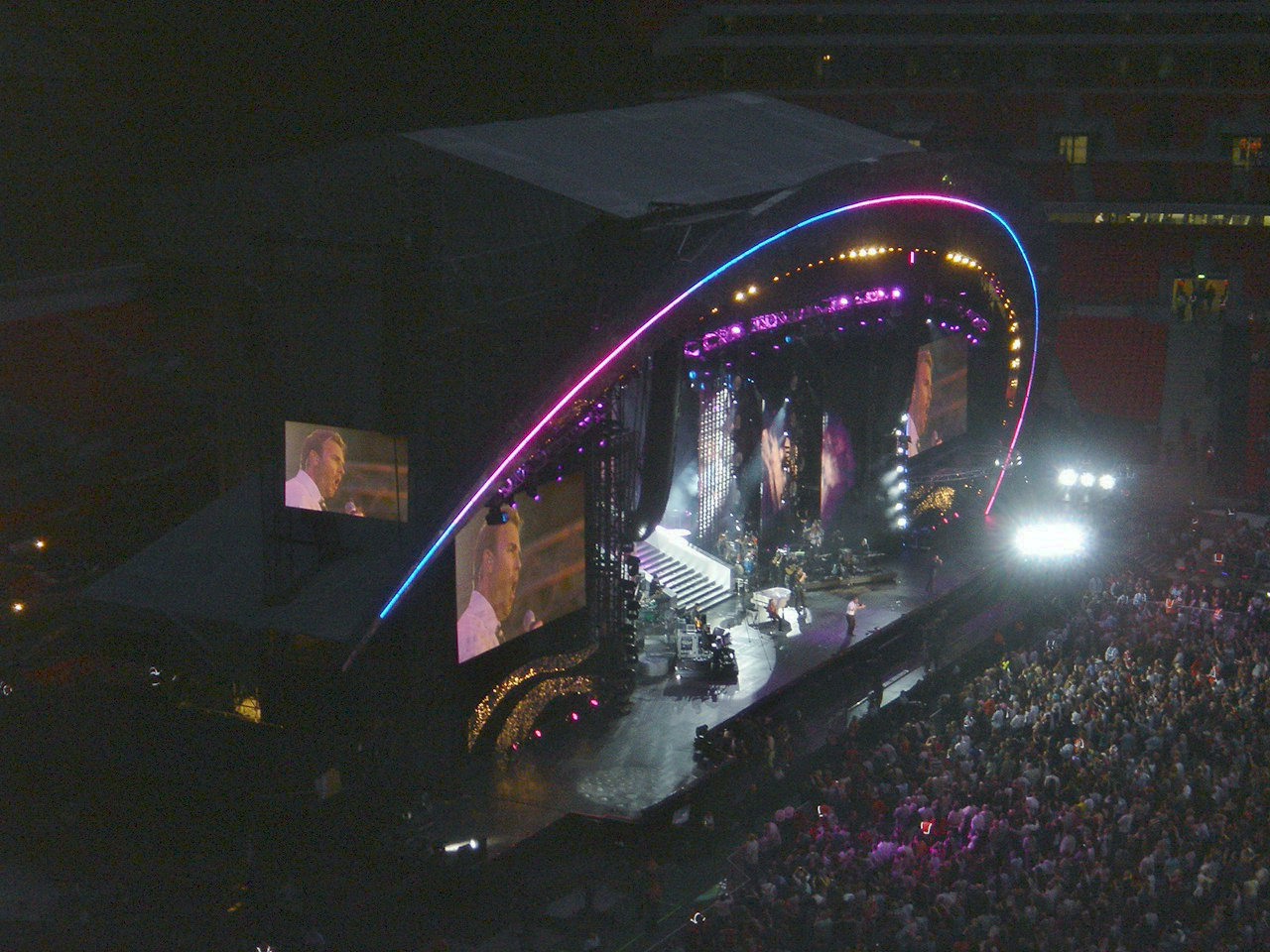
Take That no Concerto para Diana, comemoração de Diana, Princesa de Gales, no Estádio de Wembley em 1 de julho de 2007

Uma semana depois que o álbum foi lançado, foi anunciado que o Take That se tornaram os primeiros artistas chegar ao topo das paradas oficiais britânicas de singles e álbuns junto com as paradas de download de singles, álbum e DVD na mesma semana, bem como no topo das paradas de rádio.
O videoclipe do single número 1, "Shine", estreou em 25 de janeiro de 2007 no canal britânico Channel 4, à frente de seu lançamento em 26 de fevereiro de 2007. O sucesso da banda continuou em 14 de fevereiro de 2007, quando Take That tocou ao vivo na cerimônia do Brit Awards em Earls Court. "Shine" ganhou a categoria Melhor Single Britânico. O terceiro single tirado do Beautiful World foi "I'd Wait For Life", lançado em 18 de Junho de 2007 no Reino Unido. A canção chegou a 17º na UK Singles Chart. Isso ocorreu devido à falta de promoção, como a banda decidiu fazer uma pausa antes da turnê ao invés de fazer qualquer promoção do single.
Durante 2007, o Take That também escreveu uma música para o cinema intitulado "Rule the World", trilha sonora de Stardust, que alcançou o número dois nas paradas britânicas e passou a ser o quinto single mais vendido de 2007. Enquanto isso, o Beautiful World foi o álbum mais vendido do trimestre de 2007. Foi anunciado no início de 2007, que Take That assinou um contrato com a gravadora americana Interscope, e também lançou seu álbum no Canadá. A partir de 11 de outubro de 2007, Take That começou sua turnê Beautiful World Tour 2007, em Belfast. A turnê incluiu 49 shows por toda a Europa e no Reino Unido e terminou em Manchester em 23 de dezembro de 2007. A banda recebeu quatro indicações ao Brit Awards 2008. Nomeado para "Melhor Grupo Britânico", "Melhor Single Britânico" ("Shine"), "Melhor Álbum Britânico" (Beautiful World) e "Melhor Performance Ao Vivo", que levou para casa os prêmios "Melhor Performance Ao Vivo" e "Melhor Single Britânico".

### The Circus(2008-2009)

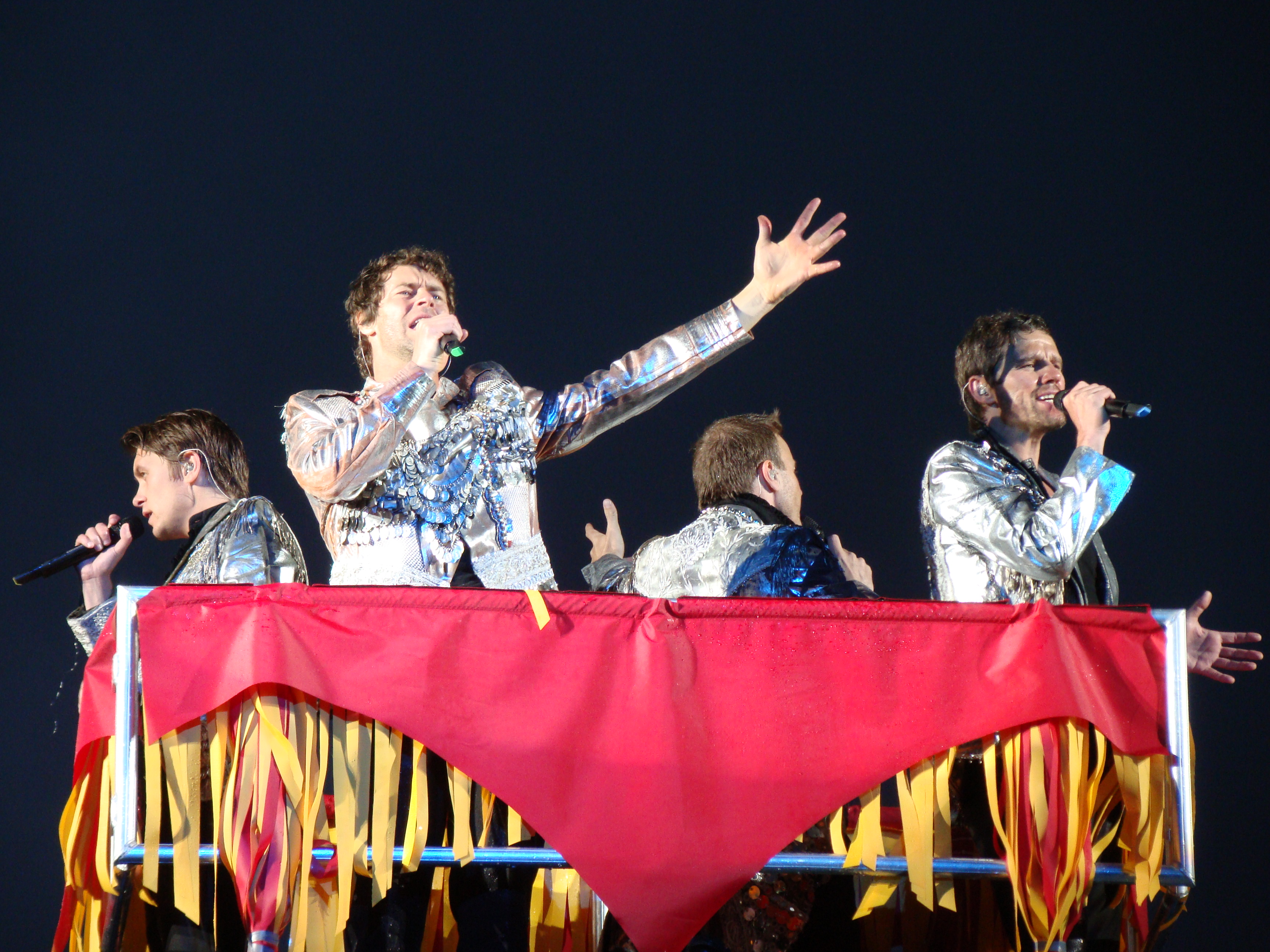
Take That na turnê The Circus Live.

"Greatest Day", o primeiro single do álbum The Circus, fez sua estreia na rádio em 13 de outubro de 2008 e foi lançado em 24 de Novembro. Estreou no número um na UK Singles Chart em 30 de novembro de 2008. Uma festa de lançamento do álbum foi realizada em Paris em 2 de dezembro. Antes do lançamento oficial, foi revelado que o álbum tinha quebrado recorde de todos os pré-encomenda e se tornou o álbum mais pré-vendido de todos os tempos. Em seu primeiro dia de lançamento vendeu 133 mil cópias, e depois de quatro dias à venda vendeu 306 mil cópias (platina), tornando The Circus o álbum de venda mais rápida do ano. O álbum alcançou o número um nas paradas do Reino Unido em 7 de Dezembro 2008 com um total de vendas na primeira semana de 432,490, a terceira maior abertura de semana de vendas na história do Reino Unido.
Os bilhetes para o Take That Present: The Circus Live Tour foram colocados à venda em 31 de outubro de 2008. Em 22 de maio de 2008, Barlow e Donald participaram da edição 2008 do prêmio Ivor Novello, onde Take That ganhou o prêmio de "Mais Trabalhos Realizados" (Most Performed Work) com o single "Shine". Take That ganhou o "Sony Ericsson de Turnê do Ano" na premiação de música da Vodafone em 18 de setembro de 2008. A banda foi também eleita a "Maior Boyband de Todos os Tempos", que reflete a sua comercialização em curso e sucesso no cenário pop, mesmo depois de duas décadas.
A banda foi nomeada para um Brit Award na categoria "Melhor Grupo" e fizeram a performance de "Greatest Day" na cerimônia de Brit Awards 2009.
"Up All Night", o segundo single de The Circus, foi lançado em 2 de março de 2009, e alcançou a posição número 14 no UK Singles Chart apesar de airplay pesado. Na Alemanha e na Austrália, "The Garden", foi lançado como segundo single em seu lugar. Em 7 de maio de 2009, o site oficial confirmou que o terceiro single do álbum seria "Said It All", que foi lançado em 15 de junho de 2009, atingindo o número 9 na parada britânica.
Take That começou a turnê The Circus Live no Estádio da Luz em 5 de junho de 2009 e terminou em Sunderland, no Estádio de Wembley, em Londres, no 5 de julho de 2009, que mais de 80.000 pessoas compareceram. Esta turnê rapidamente se tornou o mais vendido de todos os tempos, quebrando todos os recordes com a venda de todos os seus 650 mil ingressos em menos de quatro horas e meia.
Em novembro de 2009 Take That lançou o DVD oficial da turnê The Circus Live, que se tornou o DVD de música mais vendido de todos os tempos no Reino Unido em seu primeiro dia de lançamento e não deixou o top 10 desde o seu lançamento. Esta ultrapassou o anterior recordista de vendas, que foi a turnê Beautiful World Live e ficou no lugar número 1 durante 8 semanas.
Na semana seguinte, o Take That lançou seu primeiro álbum ao vivo, The Greatest Day - Take That Present: The Live Circus, que vendeu 98.000 cópias em seu primeiro dia de lançamento e foi certificado disco de platina em dezembro de 2009. "Hold Up a Light" foi lançado como o quinto e último single do The Circus às estações de rádio e como um download digital para promover o lançamento do álbum ao vivo.

### A volta de Robbie Williams eProgress(2010-2011)
Em 7 de junho de 2010, a notícia de um single chamado "Shame", que tinha sido escrito por Barlow e Williams e que apresentam os vocais de ambos os artistas. Esta foi a primeira vez que a dupla tinha trabalhado juntos desde 1995 e que aparecem na segunda coletânea de Williams. "Heart and I", outra faixa do mesmo álbum, também foi co-escrito por Williams e Barlow. "Shame" atingiu o número 2 na parada de singles do Reino Unido e ao mesmo tempo alcançou o sucesso em toda a Europa.
Depois de trabalhar com a banda em um novo material em Los Angeles, em 15 de julho de 2010 Robbie Williams anunciou que estava voltando ao Take That. Depois de meses de trabalho conjunto, reunindo músicas novas para um álbum novo e ainda debater uma mudança do nome da banda para The English, uma declaração conjunta entre a Williams e o grupo dizia: "Os rumores são verdadeiros ... Take That: a formação original, escreveu e gravou um novo álbum para lançamento ainda este ano". A declaração passou a dizer: "Após meses de especulação Gary Barlow, Howard Donald, Jason Orange, Mark Owen e Robbie Williams confirmou que eles foram gravar um novo álbum de estúdio como um quinteto, que será lançado em Novembro".
O primeiro single do Take That do álbum Progress foi anunciado como "The Flood" e foi lançado 7 de novembro como um download digital, e em 8 de novembro como uma cópia física, com o álbum lançado uma semana depois, em 15 de novembro. O single chegou ao número 2 na UK Singles Chart e até hoje já vendeu perto de 500.000 cópias. O único sucesso também alcançado em toda a Europa pontuando dentro do top 10 em dez países ao mesmo tempo, pontuando em outros nove países até o momento.

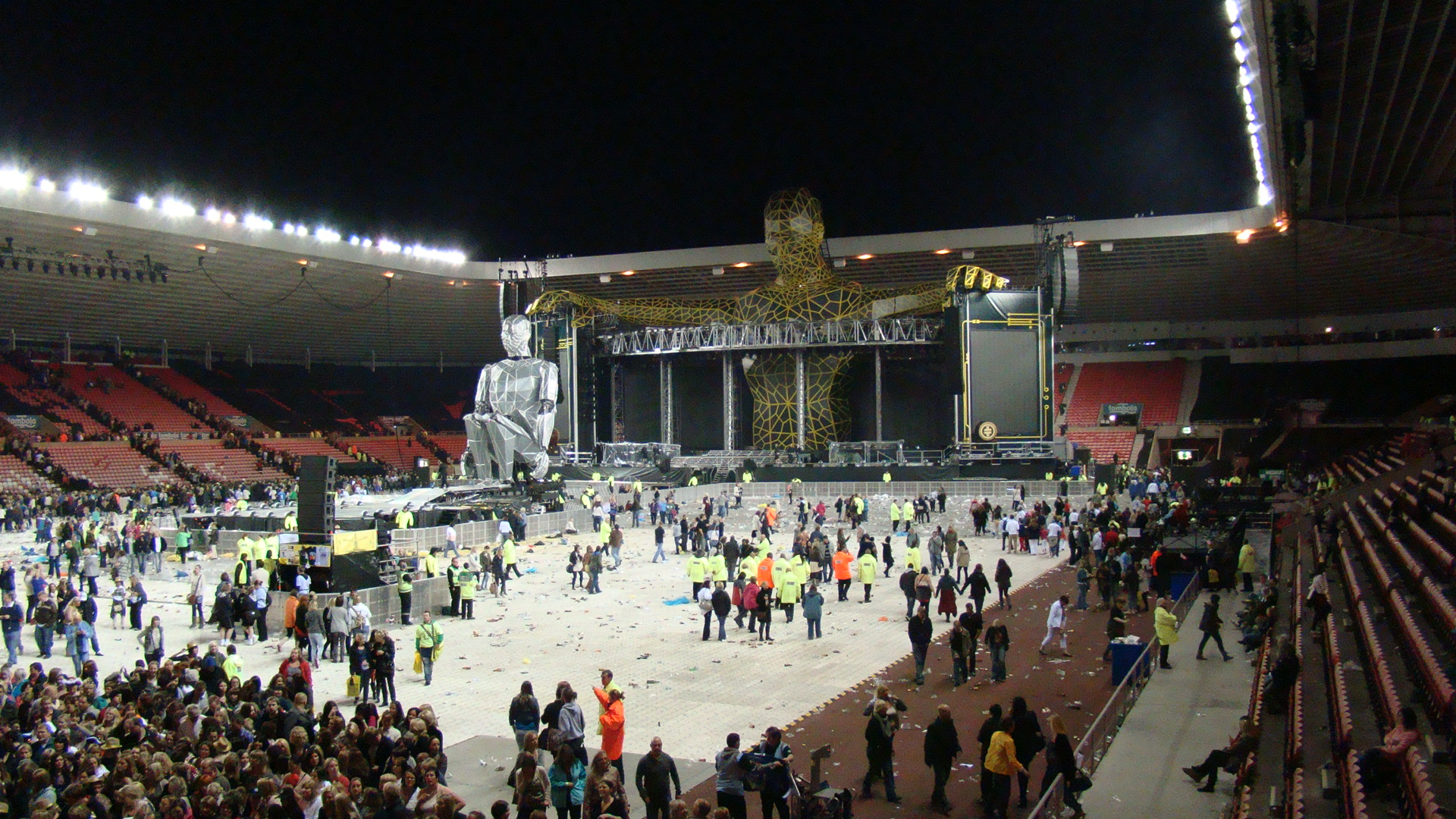
Progress Live em Sunderland (2011)

Em 26 de outubro a banda anunciou que eles seriam de embarcar em uma grande turnê pelo Reino Unido, a partir de Sunderland em 27 de Maio, e terminando com um recorde de 8 noites no Estádio de Wembley em Londres em julho de 2011. Williams irá também realizar singles de sucesso de sua carreira solo. Então eles vão tocar em alguns dos maiores locais de toda a Europa para a segunda perna da turnê. A demanda fenomenal por ingressos em todo o país levou à web sites de todos os principais fornecedores de ticket do Reino Unido a falharem ou retardarem consideravelmente por horas a fio. A demanda e volume de fãs também criou problemas para a rede de telefonia do Reino Unido. Progress Live também tem quebrado todos os recordes de vendas de ingressos vendendo mais de 1,1 milhões de ingressos em um dia quebrando o recorde anterior de bilheteira estabelecido pelo Take That, The Circus Tour, em 2008.
No primeiro dia do lançamento, Progress se tornou o álbum mais rapidamente vendido do século, com 235.000 cópias vendidas em apenas um dia. O álbum alcançou o número 1 no Reino Unido, vendendo cerca de 520.000 cópias em sua primeira semana, tornando-se a segunda venda mais rápida de álbum na história. Após o lançamento do Progress, foi anunciado que Take That tornaram-se artista de música mais vendido de todos os tempos do site Amazon.
"Kidz" foi anunciado como o segundo single de Progress, que foi lançado 21 de fevereiro de 2011 e vendeu bem em toda a Europa. A banda tocou a música ao vivo no Brit Awards 2011 no The O2 Arena, onde ganhou um Brit para "Melhor Grupo Britânico" e foram nomeados para "Melhor Álbum Britânico". Seu desempenho de "Kidz" foi elogiado pelos críticos que envolveu uma rotina altamente coreografados com dançarinos vestidos de policiais de estilo tropa de choque com o símbolo do grupo no uniforme e escudos.
Em 29 de abril, foi anunciado que o Take That havia gravado o single oficial do blockbuster, X-Men: First Class. A canção, intitulada "Love Love" foi lançado mundialmente para download digital em 11 de maio de 2011. Foi transmitido pela primeira vez em 11 de maio ao vivo na ITV para o National Movie Awards 2011.
Em 19 de maio de 2011, Take That anunciou um novo EP, intitulado Progressed que continha oito faixas que foram escritas pela banda, uma vez que reunidos como um quinteto. Foi embalado juntamente com o Progress e a banda voltou para o número 1 na parada de álbuns do Reino Unido na semana seguinte ele foi lançado em 13 de junho de 2011.
No dia 4 de outubro de 2011, teve a notícia de que Robbie Williams tinha deixado o Take That. No mesmo dia o porta voz do grupo desmentiu dizendo que os citações de Gary Barlow em uma entrevista foram mal interpretados e que o grupo iria dar uma pausa.
Uma pesquisa publicada em 2011 pela Music Week coroando a reformação do Take That como o maior retorno musical do Reino Unido já tinha visto, depois de analisar mais de um bilhão de buscas no Google, bem como tendo em conta os milhões "de álbuns (eles têm vendido) em todo o mundo". Em novembro de 2012, o Take That se reuniu como um quinteto, pela última vez para executar "Never Forget" no Music Industry Trust Awards.

### Hiato (2012-2013)
Take That foram presenteados com um prêmio Ivor Novello por sua contribuição para a música britânica em maio de 2012.
Barlow revelou que ele tinha começado a trabalhar em novo material para o sétimo álbum de estúdio do Take That, enquanto estava na Austrália, com o álbum supostamente programado para ser lançado no final de 2013. Ele também afirmou que a banda vai embarcar em mais uma turnê, no verão de 2014, para promover o seu novo álbum.
Em agosto de 2012, o Take That se apresentou na cerimônia de encerramento do Jogos Olímpicos de Verão de 2012. Williams iria performar com a banda, mas desistiu devido a aproximação do nascimento de sua primeira filha, assim, o grupo se apresentou como um quarteto.

### A 2ª partida de Robbie Williams, a partida de Jason Orange eIII(2014-2015)

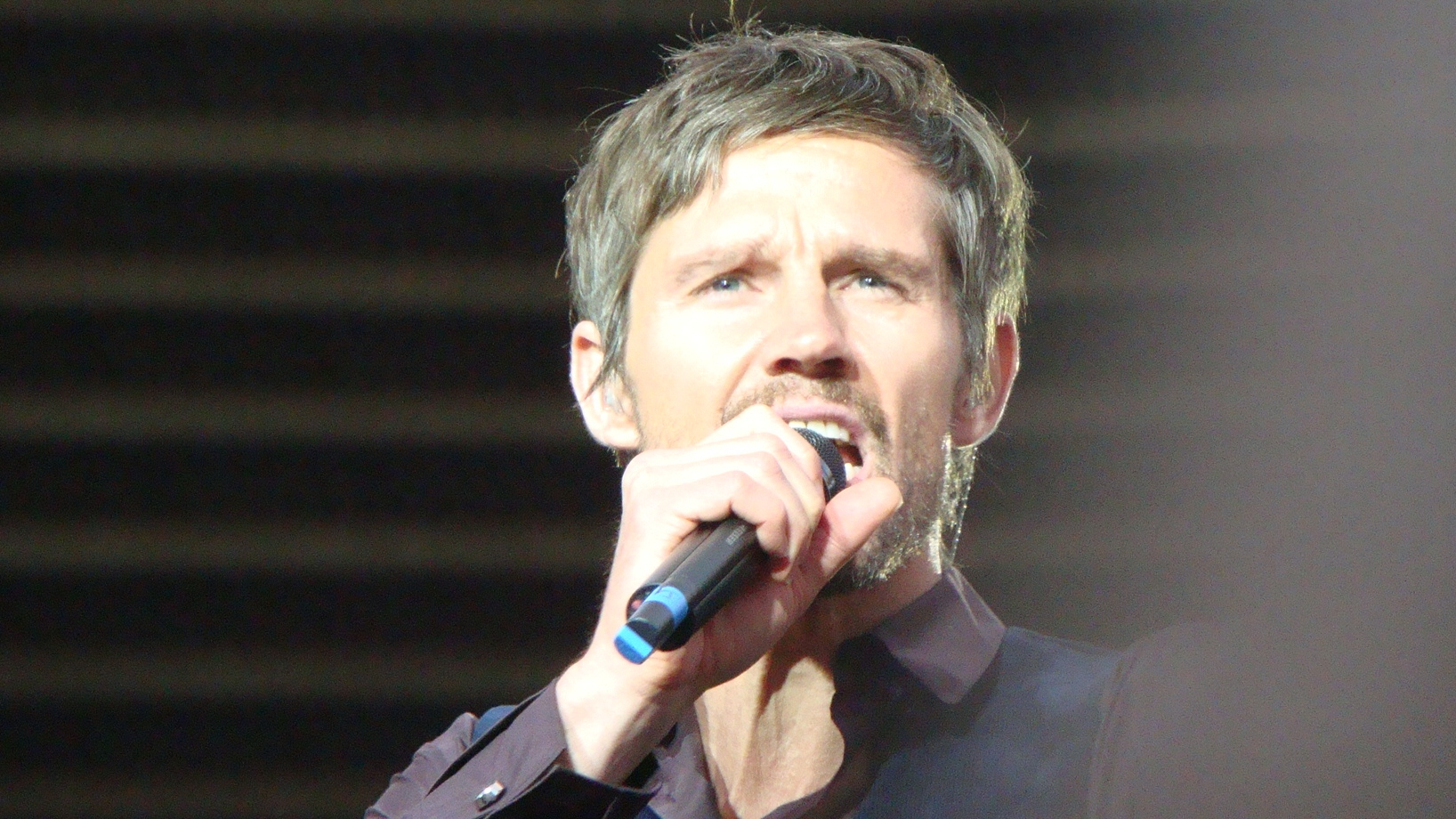
Jason Orange deixou a banda em 2014

Em maio de 2013, Owen anunciou que o Take That começou a gravar seu sétimo álbum de estúdio em 2014. Em 14 de janeiro, Donald e Barlow tuitaram que o grupo entrou em estúdio para começar a gravar o álbum, embora não tenha sido inicialmente claro se Williams estava presente nestas sessões de gravação. Gary também revelou o álbum está pronto para um provável lançamento de Natal de 2014. Em 28 de abril, Williams anunciou no Twitter que é pai pela segunda vez, e, conseqüentemente, sugeriu que ele seria incapaz de participar do Take That em seu álbum e turnê. Gary Barlow, desde então, confirmou que Robbie Williams tinha deixado a banda pela segunda vez, embora a saída foi amigável e que Williams era bem-vindo para se juntar à banda no futuro. Em 2 de setembro, Barlow revelou via Twitter que o Take That têm vindo a trabalhar em seu novo álbum de estúdio desde o Ano Novo.
Em 24 de setembro de 2014, foi anunciado que Jason Orange tinha deixado a banda. Ele disse: "Em uma reunião da banda na semana passada, confirmou a Mark, Gary e Howard que eu não gostaria de comprometer-se a gravação e promoção de um novo álbum. "No final da turnê Progress [Julho de 2011] eu comecei a questionar se não seria a hora certa para mim não continuar com o Take That", continuou ele. 'Não houve quedas para fora, apenas a decisão de minha parte que eu já não querem fazer isso", acrescentou. Barlow, Donald e Owen emitiram uma declaração conjunta sobre a decisão de Orange, que disse: "Este é um dia triste para nós. A partida de Jason é uma perda enorme tanto profissionalmente e mais ainda pessoalmente ... A energia e crença de Jason em que a banda poderia alcançar tornou o que é hoje, e nós vamos ser eternamente gratos por seu entusiasmo, dedicação e inspiração ao longo dos anos".
Em 10 de outubro de 2014, o Take That lançou o primeiro single de seu sétimo álbum de estúdio III, intitulado "These Days". O lançamento do álbum foi em 1 de dezembro de 2014. "These Days" foi para o primeiro lugar no UK Singles Chart, batendo Band Aid 30 da primeira posição e tornando-se o 12º single número um.
III se tornou o sexto álbum número 1 da banda. Em seguida, teve uma turnê com ingressos esgotados intitulado Take That Live 2015. Em 14 de outubro de 2015, a banda anunciou seu novo single "Hey Boy", lançado em 16 de outubro, que é o primeiro single do relançamento de III. A edição de 2015 do álbum foi lançado em 20 de novembro.

### Wonderland(2016-2017)
Em 2 de fevereiro de 2016, em uma entrevista com o The Sun, Barlow revelou que Take That lançaria seu oitavo álbum de estúdio no final do ano, seguido por um quinto álbum de greatest hits para comemorar o 30º aniversário da banda. Em 4 de maio de 2016, o duo de drum and bass inglês Sigma anunciou que seu mais novo single iria ter a participação de Take That. "Cry" recebeu seu primeiro radio play em 20 de maio de 2016 e foi lançado naquela data.
Em 21 de outubro de 2016, a banda postou um teaser em suas páginas de mídia social e no site oficial mostrando o logotipo da banda com a hashtag "#WONDERLAND". No dia seguinte, anunciaram que seu álbum, intitulado Wonderland, está programado para ser lançado em 24 de março de 2017. Ele foi seguido por uma turnê no Reino Unido intitulada Wonderland Live 2017 Tour, que teve em 5 de maio de 2017 no Genting Arena em Birmingham.
Em 10 de fevereiro de 2017, o single "Giants" estreou em 13ª posição nas paradas do Reino Unido, que se tornou o 24º single top 20 da banda britânica. Em 27 de abril de 2017, foi anunciado no Twitter que "New Day" seria lançado como o próximo single do álbum Wonderland. A banda foi vista gravando o videoclipe em um campo em Luton nos dias que antecederam a noite de abertura do Wonderland Live.
Em 16 de setembro de 2017, Barlow, Owen e Donald foram escalados para fazer um show especial único em Jersey depois que um fã deu um lance de mais de £ 1,2 milhão para ganhar uma apresentação da banda. Isso então se transformou em um evento de caridade com ingressos, onde o dinheiro dos ingressos vendidos iria para o benefício de Children in Need. O leilão foi realizado na BBC Radio 2. Em 11 de novembro de 2017, Take That iniciou sua turnê internacional em Perth, Austrália, a primeira vez que se apresentaram no país em mais de vinte anos. Eles também tocaram na Nova Zelândia, Emirados Árabes Unidos e Israel pela primeira vez. Ao contrário das outras turnês, um DVD para Wonderland Live não foi lançado. Em vez disso, foi transmitido no Sky 1 em 23 de dezembro e nos cinemas.

### 2018–2020: O 30º Aniversário eOdyssey
Em 16 de julho de 2018, durante a apresentação no primeiro Hits Radio Live no Manchester Arena, Barlow, Donald e Owen confirmaram que fariam uma turnê em 2019. A turnê foi uma turnê Greatest Hits e comemorou o 30º aniversário da banda. Houve também um álbum de Greatest Hits, Odyssey, lançado em 23 de novembro de 2018. O álbum de Greatest Hits apresenta músicas existentes de seu catálogo anterior que foram reimaginadas e 3 músicas novas. Também inclui colaborações com Boyz II Men, Lulu, Sigma e Barry Gibb. Odyssey alcançou o número um na parada de álbuns do Reino Unido e foi certificado como disco de platina. No ano seguinte, Odyssey Live, a gravação de sua turnê, alcançou o número 5, tornando-se o 13º álbum top 5 da banda, com o DVD se tornando a maior venda de música ao vivo de 2019.
Em maio de 2020, Barlow, Donald e Owen se reuniram com Williams para uma apresentação virtual em suas respectivas casas, hospedada pelo site de comparação de preços comparethemarket.com, para arrecadar dinheiro para a instituição de caridade musical Nordoff Robbins and Crew Nation.

### 2022–presente:This Life
Em junho de 2022, Barlow confirmou que a banda havia começado a trabalhar em seu nono álbum de estúdio com lançamento previsto para o final de 2023. O álbum também foi confirmado por Owen no início de maio.
Em 5 de maio de 2023, a banda lançou uma reformulação de "Greatest Day" que apresentava Calum Scott e o artista alemão Robin Schulz. Em 7 de maio, a banda se apresentou no King Charles III's Coronation Concert, realizado no Castelo de Windsor. Em 15 de junho de 2023, a banda se apresentou em Trafalgar Square para a estreia do filme musical de Take That, Greatest Days, que foi lançado nos cinemas no dia seguinte. O filme foi lançado posteriormente no serviço de streaming doméstico Amazon Prime Video.
Em 20 de setembro de 2023, a banda anunciou que seu novo single "Windows" seria lançado em 22 de setembro. Naquela noite, a banda divulgou os próximos shows ao vivo com seu logotipo projetado em arenas e estádios em todo o Reino Unido e Irlanda, incluindo a O2 Arena de Londres, o Bristol Ashton Gate Stadium e a nova arena Co-Op Live de Manchester. No dia do lançamento de "Windows", foi anunciado que seu nono álbum, intitulado This Life, seria lançado em 24 de novembro de 2023. This Life on Tour também foi anunciado, começando em 13 de abril de 2024 na Sheffield Utilita Arena. No dia 17 de outubro, a banda lançou o segundo single "Brand New Sun". No dia 3 de novembro, a banda lançou o terceiro single "This Life". Apenas três dias após o lançamento de This Life, o álbum obteve as maiores vendas na primeira semana de um ato britânico em 2023, superando as vendas de álbuns de Lewis Capaldi, Ed Sheeran e The Rolling Stones.

## Na cultura popular
Em abril de 2006, a EMI licenciou canções da banda para serem utilizados no musical Never Forget, um musical baseado em canções da banda dos anos 1990.
Take That escreveu e gravou a canção tema "Rule the World" para o filme Stardust dirigido por Matthew Vaughn, que foi lançado em cinemas de todo o mundo em outubro de 2007.
Em 2007, sua canção "Back for Good" foi usada como parte da trilha sonora para o drama coreano popular Keopipeulinseu 1hojeom (em coreano: 커피프린스 1호점; em inglês: The 1st Shop of Coffee Prince).
Take That apresentaram seu próprio programa de TV Take That Come to Town, um show de variedades em que cantaram alguns de seus maiores hits. Foi ao ar em 7 de dezembro de 2008 no ITV1.
A Sony lançou o primeiro jogo de vídeo do Take That com SingStar Take That em 2009 para o sistema PlayStation 3.
Em novembro de 2010 foi ao ar pela ITV, Take That: Look Back, Don't Stare, um documentário em preto e branco que incidiu sobre a banda trabalhando juntos pela primeira vez em 15 anos. Através de uma série de entrevistas a banda olhou para trás em suas realizações ao mesmo tempo, ansioso para que o futuro reserva para eles. Em 18 novembro de 2010 Robbie Williams e Gary Barlow apareceram juntos ao vivo pela primeira vez no Popstars alemão cantando seu hit "Shame".
Em 2011, o single "Love Love" foi escolhido como tema para o filme X-Men: First Class e, mais tarde, "When We Were Young" foi escolhido como o tema principal para o filme Três Mosqueteiros. Ambas as faixas são do álbum Progressed.
Em 2015, a canção de Take That "Get Ready For It" do álbum III foi escolhida como a canção tema do filme Kingsman: Serviço Secreto.
Em 2017, Take That lançou The Band, um musical escrito por Tim Firth apresentando os cinco vencedores de Let It Shine e alguns dos maiores sucessos de Take That. Take That, incluindo Robbie Williams, foram anunciados como produtores executivos.
A música do grupo é regularmente apresentada no programa Derry Girls do Channel 4, principalmente no terceiro episódio da segunda série, quando os personagens principais fogem para assistir ao show Take That de 1993 em Belfast; o episódio traz o videoclipe de "Pray" e termina com a filmagem da banda tocando "Everything Changes".

## Arte
No início de sua carreira, Take That era conhecido por hinos de festa como "Do What U Like" e baladas mais maduras como "A Million Love Songs" e "Back for Good". Desde a reunião em 2006, eles se tornaram mais experimentais: seus álbuns pós-2006, Beautiful World e The Circus, apresentam "pop-rock de encher estádios", enquanto Progress se inclinava amplamente para o electropop. Tendo sido apelidados de "reis do retorno" pela mídia por sua reunião de grande sucesso, o grupo ganhou elogios generalizados por sua transformação perfeita de ídolos adolescentes em "banda masculina" sem depender excessivamente da nostalgia, em vez disso apresentando um imagem e som mais maduros e se reinventando enquanto mantém sua integridade artística. Jude Rogers, do The Guardian, comentou sobre o sucesso pós-reencontro do Take That, à luz de uma série de reencontros das contrapartes dissolvidas do grupo na década de 1990: "Apenas o Take That está penetrando na consciência mais ampla do pop ao se tornar uma banda masculina em vez de um menino-banda, cantando canções pop maduras e apropriadas que cruzam as gerações."
Take That conquistou aclamação da crítica e popularidade como artistas ao vivo consumados e por sua produção musical. Suas turnês domésticas foram descritas como "algumas das turnês pop mais imaginativas e extravagantes". Além dos covers, todo o material é composto pelos próprios integrantes; Barlow foi inicialmente o compositor principal que recebeu crédito exclusivo, mas os outros membros desde então assumiram um papel mais ativo na composição e no processo de produção, incluindo tocar instrumentos para a faixa de apoio.

## Integrantes

### Atuais
- Gary Barlow (1990–1996, 2005–presente)
- Mark Owen (1990–1996, 2005–presente)
- Howard Donald (1990–1996, 2005–presente)

### Ex-integrantes
- Robbie Williams (1990–1995, 2010–2012)
- Jason Orange (1990–1996, 2005–2014)

## Prêmios e nomeações
| Ano                  | Recipiente                                                                            | Categoria                                                                                    | Resultado |
| -------------------- | ------------------------------------------------------------------------------------- | -------------------------------------------------------------------------------------------- | --------- |
| 2012                 | "Pray"                                                                                | The Guardian Music Award de Melhor Single Número 1                                           | Venceu    |
| 2012                 | Take That                                                                             | Ivor Novello Award de Contribuição para a música britânica                                   | Venceu    |
| 2012                 | "Back For Good"                                                                       | The Official Charts Company UK Recognition award de Single número um favorito do Reino Unido | Indicado  |
| 2012                 | "The Flood"                                                                           | Ivor Novello Award de PRS do Trabalho mais realizado                                         | Indicado  |
| 2012                 | Take That                                                                             | Virgin Media Music Awards de Melhor Ato Ao Vivo                                              | Venceu    |
| 2012                 | "Kidz"                                                                                | Virgin Media Music Awards de Melhor videoclipe                                               | Indicado  |
| 2011                 |                                                                                       |                                                                                              |           |
| Progress Live        | Audio Pro International Awards para Melhor Evento de Som ao Vivo                      | Venceu                                                                                       |           |
| Progress Live        | Audio Pro International Awards Prêmio Grand Prix                                      | Venceu                                                                                       |           |
| Take That            | Phonographic Performance Limited Award para Melhor artista mais tocado no Reino Unido | Venceu                                                                                       |           |
| "Kidz"               | Spex German Entertainment de Melhor videoclipe                                        | Venceu                                                                                       |           |
| The Circus Live Tour | Maior evento em Estádio de Wembley                                                    | Indicado                                                                                     |           |
| Take That            | ECHO Award de Melhor Grupo Internacional                                              | Venceu                                                                                       |           |
| Take That            | BRIT Award para Melhor Grupo Britânico                                                | Venceu                                                                                       |           |
| Progress             | BRIT Awards para MasterCard Álbum do Ano                                              | Indicado                                                                                     |           |
| Take That            | Virgin Media para Melhor Grupo                                                        | Venceu                                                                                       |           |
| 2010                 |                                                                                       |                                                                                              |           |
| "The Flood"          | iTunes para Melhor Single                                                             | Indicado                                                                                     |           |
| Progress             | iTunes de Melhor Álbum                                                                | Indicado                                                                                     |           |
| Take That            | Q Awards Hall da Fama                                                                 | Venceu                                                                                       |           |
| Take That            | BRIT Awards de Melhor Performance ao vivo dos últimos 30 anos                         | Indicado                                                                                     |           |
| 2009                 | Take That                                                                             | GQ Men Of The Year Awards de Melhor Banda                                                    | Venceu    |
| 2009                 | Take That                                                                             | Q Awards de Melhor apresentação ao vivo                                                      | Venceu    |
| 2009                 | "Greatest Day"                                                                        | Q Awards para Melhor Single                                                                  | Venceu    |
| 2009                 | Take That                                                                             | BRIT Awards para Melhor Grupo Britânico                                                      | Indicado  |
| 2008                 | "Shine"                                                                               | Ivor Novello Award de PRS do Trabalho mais realizado                                         | Venceu    |
| 2008                 | "Rule the World"                                                                      | Virgin para Melhor Single                                                                    | Venceu    |
| 2008                 | Take That                                                                             | Sony Ericsson Tour of the Year Award para o Take That Arena Tour                             | Venceu    |
| 2008                 | "Shine"                                                                               | BRIT Awards para Melhor Single Britânico                                                     | Venceu    |
| 2008                 | Take That                                                                             | BRIT Awards para Melhor Artista britânico ao vivo                                            | Venceu    |
| 2008                 | Beautiful World                                                                       | BRIT Awards de melhor álbum britânico                                                        | Indicado  |
| 2008                 | Take That                                                                             | BRIT Awards para Melhor Grupo Britânico                                                      | Indicado  |
| 2007                 | "Patience"                                                                            | BRIT Awards para Melhor Single Britânico                                                     | Venceu    |
| 2006                 | Take That                                                                             | Q Idol Award                                                                                 | Venceu    |
| 1996                 | "Never Forget"                                                                        | Ivor Novello Award para a canção mais executada                                              | Venceu    |
| 1996                 | "Back for Good"                                                                       | BRIT Awards para Melhor Single Britânico                                                     | Venceu    |
| 1995                 | "Back for Good"                                                                       | Ivor Novello Award para a Canção do Ano                                                      | Venceu    |
| 1995                 | Take That                                                                             | MTV Europe Music Awards de Melhor apresentação ao vivo                                       | Venceu    |
| 1994                 | Everything Changes                                                                    | Mercury Prize de Melhor Álbum                                                                | Indicado  |
| 1994                 | "Pray"                                                                                | Ivor Novello Award de Melhor Canção Contemporânea                                            | Venceu    |
| 1994                 | "Pray"                                                                                | BRIT Awards para Melhor Single Britânico                                                     | Venceu    |
| 1994                 | "Pray"                                                                                | BRIT Awards para Melhor Vídeo britânico                                                      | Venceu    |
| 1994                 | Take That                                                                             | MTV Europe Music Awards para Melhor Grupo                                                    | Venceu    |
| 1993                 | "Could It Be Magic"                                                                   | BRIT Awards para Melhor Single britânico                                                     | Venceu    |
| 1993                 | "A Million Love Songs"                                                                | BRIT Awards para Melhor Single britânico                                                     | Indicado  |
| 1993                 | "It Only Takes a Minute"                                                              | BRIT Awards para Melhor Single britânico                                                     | Indicado  |

## Discografia

### Álbuns de estúdio
- Take That & Party (1992)
- Everything Changes (1993)
- Nobody Else (1995)
- Beautiful World (2006)
- The Circus (2008)
- Progress (2010)
- III (2014)[30]
- Wonderland (2017)
- This Life (2023)

## Turnês
- Party Tour (1992-93)
- Everything Changes Tour (1993-94)
- Pops Tour (1994)
- Nobody Else Tour (1995)
- The Ultimate Tour (2006)
- Beautiful World Tour 2007 (2007)
- Take That Present: The Circus Live (2009)
- Progress Live (2011)
- Take That Live (2015)
- Wonderland Live (2017)
- Greatest Hits Live (2019)
- This Life on Tour (2024)